# Bonifacy Teofil Pac
Bonifacy Teofil Pac (zm. 1678) – oboźny wielki litewski od 1676, strażnik wielki litewski od 1665, ciwun trocki od 1663, pułkownik wojsk litewskich od 1665.
Był członkiem konfederacji kobryńskiej wojsk Wielkiego Księstwa Litewskiego w 1672 roku. Elektor Michała Korybuta Wiśniowieckiego z województwa trockiego w 1669 i Jana III Sobieskiego z powiatu wiłkomierskiego w 1674 roku.